# São João do Polêsine
São João do Polêsine este un oraș în Rio Grande do Sul (RS), Brazilia.